# Kiritimati
 Kiritimati, també coneguda com a Christmas, és una illa de l'oceà Pacífic d'origen coral·lí que constitueix l'atol amb més superfície de terra ferma en el món i que pertany a la República de Kiribati. Està situada al nord de l'arxipèlag de les Illes de la Línia o Espòrades Equatorials. L'illa té una superfície de 642 quilòmetres quadrats. Conforma el 70% de l'àrea total de terra de la nació de Kiribati, la qual està composta per 33 atols.
Kiritimati té un perímetre d'uns 150 km. Parts de la seva llacuna es van assecar. En addició a l'illa principal, n'hi ha també d'altres més petites.
Kiritimati és el primer lloc habitat sobre la Terra a rebre l'Any Nou (vegeu Illa Caroline).

## Història
Kiritimati va ser descoberta per europeus el 24 de desembre de 1777, pel capità James Cook. Kiritimati és la pronunciació en gilbertès (llengua oficial de Kiribati) de Christmas (el conjunt "ti" es pronuncia "s", ja que aquesta última lletra no existeix en l'alfabet gilbertès, de manera que Kiritimati es pronuncia "Kirismas", molt més aproximat al nom anglès).
Durant la Segona Guerra Mundial, les Forces Armades dels EUA van mantenir una estació meteorològica i un centre de comunicacions a l'atol, juntament amb una pista d'aterratge que, a més de mantenir aquestes estacions, servia per recarregar combustible als vols entre Hawaii i el Pacífic Sud. També hi havia una petita estació civil de ràdio i investigació meteorològica. Al començament dels anys 50, Wernher von Braun va plantejar utilitzar aquesta illa com un lloc de llançament d'aeronaus espacials tripulades.
Actualment, hi ha 4 llogarets a l'illa (les dades poblacionals corresponen al cens realitzat l'any 2005):
| Nombre | Aldea                 | Població (Cens 2005) |
| ------ | --------------------- | -------------------- |
| 1      | London                | 1.829                |
| 2      | Tabwakea              | 1.881                |
| 3      | Banana (Banana Wells) | 1.170                |
| 4      | Poland                | 235                  |
| 5      | Paris (ruïnes)        | -                    |
|        | Kiritimati            | 5.115                |

London és el llogaret i port principal. Banana es troba pròxima a l'Aeroport Cassidy, però podria ser reubicat més a prop de London per evitar contaminació de les aigües subterrànies. El llogaret abandonat de Paris no figura més en els informes del cens.